# 체르니고프 공국
체르니고프 공국(고대 동슬라브어: Чєрниговскоє кънѧжьство, 우크라이나어: Чернігівське князівство 체르니히우스케 크냐지우스트보[*], 러시아어: Черниговское княжество 체르니고프스코에 크냐제스트보[*])은 988년부터 1402년까지 오늘날 우크라이나의 체르니히우 지역에 존속했던 류리크 왕조 출신의 공후가 다스리던 루스 공국이다. 키예프 루스가 여러 공국으로 분열될 때 성립된 루스인들의 군소 공국들 중 하나이며, 1402년에 리투아니아 대공국에 의해 멸망하였다.